# 高山古墳 (大府市)
高山古墳（たかやまこふん）は、愛知県大府市中央町にある古墳。

## 概要
国道155号が通る大府跨線橋の下、JR東海道本線・武豊線 大府駅東口から約500mの地点に位置する。
古墳時代後期の古墳とされているが、その詳細はほとんどわかっておらず、現在は高山神社が鎮座するほか、大正年間に偶然発見された巨石に「古墳之阯」「三樹魂」と刻んだ石碑が二基建つのみであり、古墳の面持ちは見られない。
出土遺物は、海獣葡萄鏡と鉄鏃（てつぞく）、土器が1点ずつ出土しており、いずれも大府市歴史民俗資料館に保管されている。

## 所在地
- 愛知県大府市中央町4丁目地内